# 6596 Bittner
6596 Bittner (1987 VC1) là một tiểu hành tinh vành đai chính được phát hiện ngày 15 tháng 11 năm 1987 bởi A. Mrkos ở Đài thiên văn Kleť.